# Sotisaari (ö i Södra Savolax, S:t Michel)
Sotisaari är en ö i Finland. Den ligger i sjön Puula och i kommunen Sankt Michel i den ekonomiska regionen  S:t Michel och landskapet Södra Savolax, i den södra delen av landet, 200 km nordost om huvudstaden Helsingfors. Öns area är 5,7 hektar och dess största längd är 0,6 kilometer i nord-sydlig riktning.